# Protallocoxa abyssale
Protallocoxa abyssale är en kräftdjursart som först beskrevs av Wolff 1962.  Protallocoxa abyssale ingår i släktet Protallocoxa och familjen Stenetriidae. Inga underarter finns listade i Catalogue of Life.